# Haloclava producta
Haloclava producta is een zeeanemonensoort uit de familie Haloclavidae.
Haloclava producta is voor het eerst wetenschappelijk beschreven door Stimpson in 1856.